# Голос в ночи
«Голос в ночи» (англ. The Voice in the Night) — четвёртый эпизод первого сезона американского мультсериала «Легенда о Корре».

## Сюжет
Корре снится кошмар, что её побеждают Уравнители, и Амон лишает её сил магии. Она просыпается в ужасе. На следующий день Тарлок, член правительственного совета, предлагает коллегам создать спецотряд для борьбы с Амоном. Он возглавляет его, а вечером Корра слышит по радио выступление Амона, сообщающего эту новость и угрожающего магам. Утром Мако сбивает девушка Асами Сато на мопеде. Девушка ему сразу нравится, и она просит прощения. Узнав спортсмена, Асами предлагает ему поужинать в ресторане. Тарлок приходит на ужин в семью Тензина и уговаривает Корру вступить в его отряд, но она внезапно отказывается, обосновывая это тем, что ей нужно учиться. Мако приходит на свидание с Асами, и та узнаёт, что у «Огненных хорьков» финансовые трудности, из-за которых они не смогут участвовать в чемпионате. Она решает познакомить парня со своим отцом, Хироши Сато, создателем компании по производству автомобилей. Следующим утром Болин приходит к Корре и дарит девушке цветок и гостинец, благодаря за спасение от Амона. Посыльный приносит большую корзину цветов и сладостей Аватару от Тарлока, но она все ровно не собирается быть в его отряде. Увидев подарки, Болин, ревнуя, хочет разобраться с Тарлоком, но Корра его успокаивает. Мако знакомится с Хироши Сато, и тот сообщает, что стал спонсором их спортивной команды с условием обозначения его логотипа на их форме. Теперь они могут участвовать в турнире.
Тензин, заметивший нестандартное поведение Корры, говорит с девушкой, заверяя, что в страхе нет ничего такого, и она всегда может поговорить с наставником об этом. Затем Корре приходит приглашение на мероприятие Тарлока в честь Аватара, и семейство Тензина отправляется туда. Корра встречает там своих друзей и видит Мако в компании незнакомой девушки. Они знакомятся, а затем к Аватару подходит Лин Бейфонг и грубит Корре. Тарлок ведёт её на беседу с журналистами, и те заваливают Аватара вопросами, вследствие чего она вынуждена присоединиться к спецотряду. На следующий день они планируют рейд на Уравнителей, и он проходит успешно. Корра пропускает тренировки, что огорчает Мако и Болина. На очередной пресс-конференции Аватар вызывает Амона на дуэль у мемориальной статуи Аанга. Мако и Асами проводят время вместе. Девушка спрашивает, почему парень не надел подаренный ею шарф, и он отвечает, что всегда носит шарф, оставшийся от погибшего отца. Асами рассказывает, что тоже лишилась матери в детстве. Они обнимаются, и девушка говорит, что ей очень спокойно с Мако. Корра прибывает на остров к статуи Аанга и ждёт Амона, но он так и не приходит. Она собирается идти домой, но её хватают Уравнители, устроившие засаду. Появляется Амон, но не лишает её сил магии, чтобы случайно не сплотить всех магов против себя после такого, сообщая, что у него есть определённый план, и грозится уничтожить Корру позже, а затем отпускает Аватара. Её находит Тензин, и она признаётся учителю в своём страхе.

## Отзывы

Динамика оценок IGN к эпизодам 1 сезона мультсериала

Макс Николсон из IGN поставил эпизоду оценку 8,5 из 10. Ему понравился совет Республиканского города и его «джедайская» атмосфера. Он также порадовался, что «Тензин был частью этого», и похвалил его «динамику отношений с Тарлоком (озвучен Ди Брэдли Бейкером), представителем северного племени Воды». Рецензент добавил, что «от этого парня веет неприятностями, но его план собрать спецотряд против Уравнителей на самом деле был изящной идеей».
Эмили Гендельсбергер из The A.V. Club поставила эпизоду оценку «B+» и написала, что «один из репортёров на пресс-конференции — определённо тот же парень, который ведёт хронику событий в начале каждой серии». Она отметила, что шарф Мако «выглядит на удивление хорошо» на парне, «который носит его без перерыва уже десять лет». Каси Феррелл из Den of Geek написала, что Асами — «красивая и добрая» девушка «со страстью к магии», которая «мгновенно влюбилась в Мако». Рецензентка отметила, что сама при этом «мгновенно влюбилась в неё и в её отца».
Главный редактор The Filtered Lens, Мэтт Доэрти, поставил эпизоду оценку 8 из 10 и написал, что «„Голос в ночи“ был самым слабым эпизодом „Легенды о Корре“, поскольку в его первой половине почти ничего не произошло». Однако он отметил, что «чувство страха — необходимый элемент в развитии Корры, и это приводит к потрясающей кульминации».
Эпизод собрал 4,08 миллиона зрителей у телеэкранов США.